# Travkîne, Bobrovîțea
Travkîne (în ucraineană Травкине) este un sat în orașul raional Bobrovîțea din regiunea Cernihiv, Ucraina.

## Demografie
Componența lingvistică a localității Travkîne
     Ucraineană (98,52%)
     Rusă (1,11%)
Conform recensământului din 2001, majoritatea populației localității Travkîne era vorbitoare de ucraineană (98,52%), existând în minoritate și vorbitori de rusă (1,11%).